# فرودگاه لاس فله‌چراس
فرودگاه لاس فله چراس (به انگلیسی: Las Flecheras Airport) (به زبان بومی: Aeropuerto Las Flecheras) یک فرودگاه همگانی با کد یاتا SFD است که یک باند فرود آسفالت دارد و طول باند آن ۱۹۵۷ متر است. این فرودگاه در شهر سان‌فرناندو د آپوره کشور ونزوئلا قرار دارد و در ارتفاع ۴۷ متری از سطح دریا واقع شده است.

## شرکت‌های هواپیمایی و مقصدهای پروازی
| شرکت‌های هواپیمایی             | مقصدهای پروازی |
| ----------------------------- | -------------- |
| اویور ایرلاینز (Next Opening) | سیمون بولیوار  |
| کونویاسا                      | سیمون بولیوار  |